# Brädekyrkan i Göteborg
Brädekyrkan i Göteborg (enligt samtida uppgifter kallad Brädekyrkian), var Göteborgs första kyrkobyggnad men också en av dess första byggnader sedan stadsplanen fastställs. Brädekyrkan stod klar 1621 på en av stadens fem första tomter, avgränsad av Kungsgatan - Västra Hamngatan - Kyrkogatan och Korsgatan, för övrigt samma tomt som dagens domkyrka står på, Domkyrkoplanen. Brädeskyrkan var redan från början tänkt som ett provisorium. Kyrkans och stadens första kyrkoherde var den tidigare kyrkoherden och superintendenten i Skövde, magistern Sylvester Johannis Phrygius, som den 26 juli 1619 utnämndes till kyrkoherde och superintendent i Göteborg (konfirmationsbrev den 26 april 1620).

## Kyrkans och tornets läge
Brädekyrkan låg utmed den södra långsidan av tomten vid Kungsgatan.
Kyrkans torn låg ungefär vid tomtens mittlinje uppe mot Kungsgatan (ungefär vid ingången från Kungsgatan till Domkyrkoplanen genom järnstaketet idag). Tornet var smalare än huvudbyggnaden och låg i byggnadens sydvästliga hörn och avslutades högst upp av en liten lökkupol med en spetsig spira, som liknade en klockstapel och med öppna partier mellan stolparna.
Brädekyrkan med det speciella tornet finns avbildat på den äldst bevarade teckningen över den nya staden Göteborg.

## Byggnadsmaterial, utseende och kyrkans rivning
Kyrkan hade de ungefärliga måtten på 16 meters längd och 12 meters bredd och var byggd i trä, därav tillnamnet Bräde-. Kyrkans tak var av typen sadeltak. Två utbyggnader finns registrerade, troligtvis ett kor och ett vapenhus. Eftersom Brädekyrkan redan från början var tänkt som ett provisorium, var planritningen enligt uppgift sådan att kyrkan inte skulle stå i vägen för den kommande domkyrkan.
Brädekyrkan revs sannolikt år 1633, då den nya domkyrkan på samma tomt togs i bruk efter att ha invigts 10 augusti av superintendent Anders Prytz. Enligt en annan uppgift revs Brädekyrkan dock redan efter endast fem års existens 1626, för att ge plats åt kyrkobygget. Det speciella tornet fick dock stå kvar till tjänst för bland annat tornvakten, till dess det nya domkyrkotornet kunde tas i bruk. Det nya domkyrkotornet blev klart tio år senare, år 1643. Strax dessförinnan hade det gamla tornet rivits; Brädekyrkans historia var nu definitivt slut.